# 야나기모토 류사쿠
야나기모토 류사쿠(일본어: 柳本 柳作, 1894년 9월 1일 ~ 1942년 6월 5일)는 일본 제국 해군의 군인으로, 제2차 세계 대전 당시 일본 해군의 항공모함 소류의 함장이었다.

## 생애
나가사키현 히라도 출신으로, 해군병학교 44기를 졸업하였다. 입학시 성적은 100명중 66등이었지만, 졸업시 성적은 95명중 21등이었다. 군령부 제2부 제3과장 재직 중에 삼국동맹 체결에 반대했다. 그는 레이다와 선진 기술, 합리적 사고로 뛰어난 점을 보였다. 태평양 전쟁 발발시 항공모함 소류의 함장이 되어 하와이 작전, 웨이크 섬 공략전, 인도양 작전 등에 참가했으나 미드웨이 해전에서 함과 함께 최후를 맞이했다. 사후 해군소장으로 추서되었다.
항공모함 소류가 모든 기능을 상실했다는 판단을 내린 야나기모토는 곧바로 퇴함명령을 하달한다. 그의 퇴함명령 후, 그는 혼자 함교에 남아 있었다. 소류의 비행대장이 함선과 함께 죽는다는 것은 안 된다고 설득했다고 한다. 그리고 야마모토 이소로쿠 연합함대 사령장관의 퇴함 권고에도 불구하고 그는 함교에 그대로 남았다. 그때까지 남은 승무원과 비행대장이 설득을 했으나, 그가 듣지 않자 모두 뒤따르던 구축함과 비행기로 탈출하고 만다.
그들이 퇴함하는 중에도 여전히 야나기모토는 일본도를 뽑아든 채로 함교에 서서 승조원들의 퇴함을 지켜보았다.
야나기모토는 마지막으로 퇴함하는 승무원들을 불타는 함교에서 바라보며 전송한 후, "소류, 만세!"를 연호하면서 함과 함께 침몰하자, 탈출한 승무원들은 불타는 함교 위에서 손을 흔드는 장절한 그의 마지막 모습을 보고 눈물을 흘렸다고 한다.